# Bern (Leichlingen)
Bern ist eine aus einer Hofschaft hervorgegangene Ortschaft in Leichlingen (Rheinland) im Rheinisch-Bergischen Kreis.

## Lage und Beschreibung
Der Ort liegt östlich von Witzhelden im Quellbereich des Berner Siefens, eines Zulauf des Altenbachs, nahe der Stadtgrenze zu Solingen. Nachbarorte sind neben dem Höhendorf Witzhelden Nüsenhöfen, Altenbach, Feld, Neuenhof, Meie, Brachhausen, Kuhle, Höhscheid, Wersbach und Wersbacher Mühle.

## Geschichte
Die Karte Topographia Ducatus Montani aus dem Jahre 1715 zeigt vier Höfe unter dem Namen Berent. Im 18. Jahrhundert gehörte der Ort zum Kirchspiel Witzhelden im bergischen Amt Miselohe. Die Topographische Aufnahme der Rheinlande von 1824 und die Preußische Uraufnahme von 1844 verzeichnen den Ort beide als Bern.
1815/16 lebten 40 Einwohner im Ort. 1832 gehörte Bern dem Kirchspiel Witzhelden der Bürgermeisterei Burscheid an. Der laut der Statistik und Topographie des Regierungsbezirks Düsseldorf als Dorfschaft kategorisierte Ort besaß zu dieser Zeit 14 Wohnhäuser, eine Mühle bzw. Fabrik und 21 landwirtschaftliche Gebäude. Zu dieser Zeit lebten 77 Einwohner im Ort, allesamt evangelischen Glaubens.
Aufgrund der Gemeindeordnung für die Rheinprovinz erhielt 1845 das Kirchspiel Witzhelden den Status einer Gemeinde, schied aus der Bürgermeisterei Burscheid aus und bildete ab 1850 eine eigene Bürgermeisterei. Im Gemeindelexikon für die Provinz Rheinland werden 1885 14 Wohnhäuser mit 72 Einwohnern angegeben. 1895 besitzt der Ort 14 Wohnhäuser mit 61 Einwohnern, 1905 zwölf Wohnhäuser und 47 Einwohner.
Am 1. Januar 1975 wurde die Gemeinde Witzhelden mit Bern in Leichlingen eingemeindet.